# Svend (stilling)
|  | For ordet som personnavn, se Svend |
En svend er en udlært håndværker, der ikke er selvstændig. For at blive udlært skal en lærling lave et svendestykke ved en svendeprøve inden for sit fag som bevis på sin kunnen. Svendestykket bliver bedømt af en skuemester og efter positiv bedømmelse modtages et svendebrev.
Som stillingsbetegnelse sætter man typisk "svend" efter fagets betegnelse, f.eks. bagersvend, murersvend, møllersvend.
- Wikimedia Commons har flere filer relateret til Svend (stilling)

| Job | Spire Denne artikel om et job eller en stillingsbetegnelse er en spire som bør udbygges. Du er velkommen til at hjælpe Wikipedia ved at udvide den. |